# Holsteinische Ständeversammlung

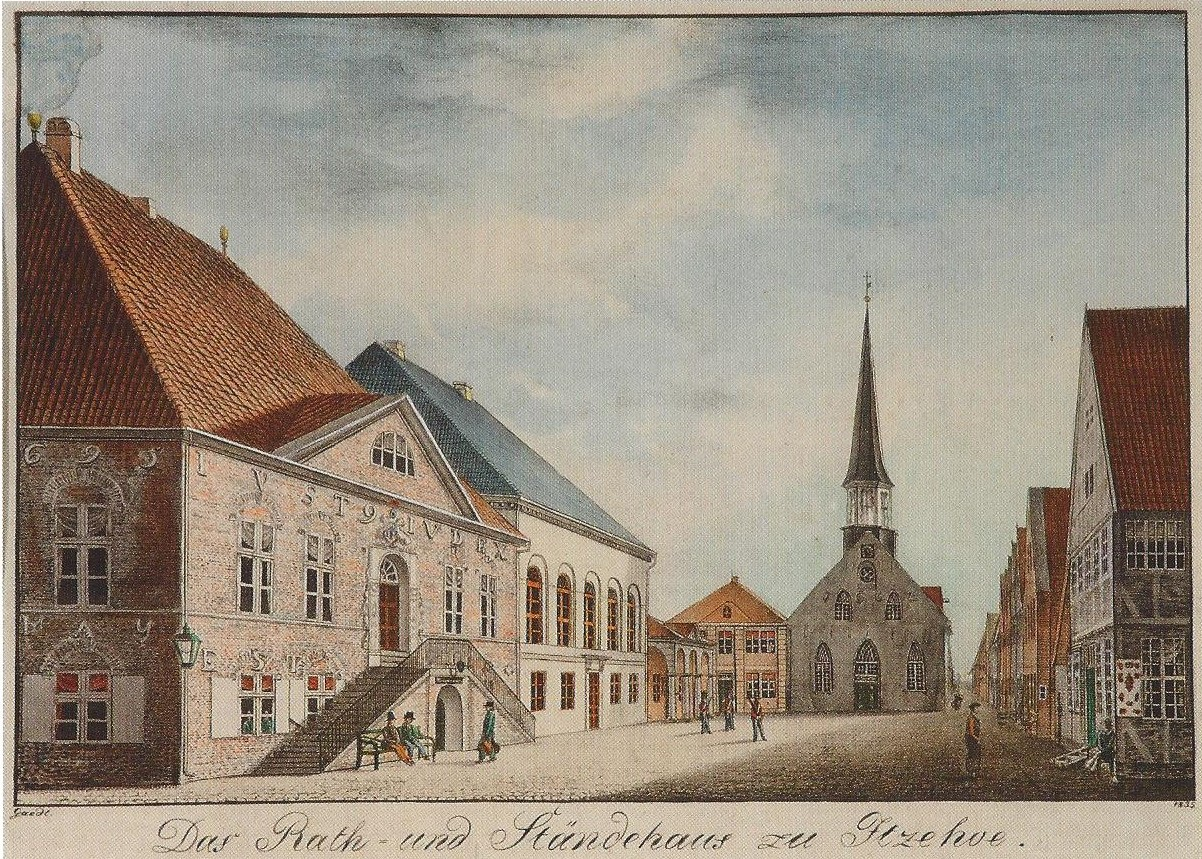
Rat- und Ständehaus zu Itzehoe

Die Holsteinische Ständeversammlung war das Parlament des Herzogtums Holsteins zwischen 1836 und 1864 mit Sitz in Itzehoe.

## Geschichte
Infolge der Julirevolution von 1830 und nach Aufforderung des Deutschen Bundes ordnete der dänische König in seiner Funktion als Herzog von Holstein am 28. Mai 1831 im Dänischen Gesamtstaat die Gründung von Ständeversammlungen als beratende Körperschaft an. Vorbild für diese Landtage waren die preußischen Provinzialstände.
Konkreter Auslöser für die Forderungen nach Verfassung und Ständeversammlung war Artikel 13 der Deutschen Bundesakte von 1815: „In allen Bundesstaaten wird eine landständische Verfassung stattfinden.“ Mit dieser Garantie des Rechts auf landständische Verfassung erinnerte man sich der alten Landtage, die zuletzt 1675 und – ohne Vertreter der Städte – 1711/12 stattgefunden hatten, bevor dann der dänische König den Verzicht auf die weitere Einberufung von Ständeversammlungen wegen „viell Weitläufftigkeit und Unkosten“ anordnete, ohne das Recht aber aufzuheben. Der Druck auf den dänischen König wuchs durch intensive Verfassungsdebatten in den Herzogtümern Schleswig und Holstein, so dass er 1831 schließlich die Einrichtung von beratenden Ständeversammlungen ankündigte. Den rechtlichen Rahmen bildete das „Gesetz wegen Anordnung von Provinzialständen“ vom 28. Mai 1831, doch dauerte es noch bis zum 1. Oktober 1835, an dem die Holsteinische Ständeversammlung in Itzehoe zusammentrat, und bis zum 11. April 1836, dem Tag des Zusammentritts der Schleswigschen Ständeversammlung.
1846 lösten sich die von deutschen Nationalliberalen dominierten Ständeversammlungen der Herzogtümer Schleswig und Holstein aus Protest gegen die Zulassung der weiblichen Erbfolge in Schleswig durch Christian VIII selber auf, da dies die Trennung Schleswigs von Holstein (Up ewig ungedeelt) durch eine Einverleibung des Herzogtums Schleswig in das Königreich Dänemark bedeutet hätte. In Holstein und Lauenburg als deutsche Lehen galt nämlich die männliche Erbfolge. Mangels männlicher Nachkommen des dänischen Königs wäre Holstein somit an den deutsch gesinnten Christian August von Augustenburg gefallen.
Im Zuge der Schleswig-Holsteinischen Erhebung von 1848 und den Ersten Schleswig-Holsteinischen Krieg von 1848 bis 1851 wurden die Ständeversammlungen von Schleswig und Holstein durch die schleswig-holsteinische Verfassung vom 5. Juni 1849 faktisch abgeschafft und die Schleswig-Holsteinische Landesversammlung trat an ihre Stelle.
Nach dem Zusammenbruch der schleswig-holsteinische Erhebung gegen Dänemark 1851 wurden die Versammlungen durch den dänischen König in seiner Funktion als Herzog von Schleswig und Holstein wiederhergestellt und die Abgeordneten kamen von 1853 bis 1863 erneut zusammen.
Aufgrund der Verordnung, betreff die Verfassung der dänischen Monarchie für deren gemeinschaftliche Angelegenheiten vom 26. Juli 1854 wählte die Ständeversammlung ab 1855 sechs Abgeordnete in den neu geschaffenen dänischen Reichsrat. Mit der Aufhebung der Verfassung für Holstein und Lauenburg 1858 entfiel diese Wahl wieder.
Nach der Niederlage Dänemarks im Zweiten Schleswig-Holsteinischen Krieg 1864 gegen Preußen und Österreich fiel Schleswig an Preußen und Holstein an Österreich.
Am 11. Juni 1866 wurde die holsteinische Ständeversammlung schließlich ein letztes Mal – dieses Mal vom österreichischen Statthalter – zusammengerufen. Eine Tagung wurde jedoch durch die Begleiterscheinungen des Deutsch-Deutschen Krieges verhindert. Nach Ende des Deutsch-Deutschen Krieges fällt das Herzogtum Holstein schließlich ebenfalls an Preußen und wird 1867 gemeinsam mit dem Herzogtum Schleswig als Provinz Schleswig-Holstein in den preußischen Staat integriert.

## Aufgaben und Organisation

### Zusammensetzung
Das Vertretungsrecht besaßen für die Ritterschaft, die Güter und die kleineren Landbesitzer lediglich Großgrundbesitzer und für die Städte die Hausbesitzer, wobei Hofpächter den Eigentümern gleichgestellt waren. Ferner gab es noch eine erbliche Virilstimme für den jeweiligen Nutznießer des Hessenstein'schen Fideikommisses (Gut Panker), soweit der Nutznießer mündig war und nicht in fremden Diensten stand; er durfte sich durch einen adeligen Gutsbesitzer, der nicht bereits in anderer Funktion Mitglied der Versammlung war, vertreten lassen.
Die Abgeordneten der Ritterschaft, der Geistlichkeit und der Vertreter der Universität Kiel wurden nicht gewählt, sondern vom dänischen König ernannt.
Die Wahlen der Vertreter der Güter und der kleineren Landbesitzer sowie der Städte erfolgten indessen in einer freien öffentlichen Wahl, die den damaligen Gegebenheiten aber weitreichenden Einschränkungen hinsichtlich Geschlecht (Frauen waren nicht wahlberechtigt), Alter (das aktive Wahlrecht lag bei mindestens 25, das passive bei 30 Jahren) und Zensus (nur wohlhabende Bürger besaßen das aktive und nur sehr wohlhabende Bürger das passive Wahlrecht) unterlag.
Nach der Wahl zogen schließlich 48 Deputierte in die Ständeversammlung ein.
Die Stände bildeten die Abgeordneten der Geistlichkeit (Pastoren, Pröpste etc.), die Vertreter der Ritterschaft (Adlige inklusive Prälaten), die Vertreter der adeligen/größeren Gutsbezirke (Besitzer der adligen und größten Gutshöfe), die Vertreter der ländlichen Wahlbezirke (meist vermögende Bauern), die Vertreter der Städte (Hauseigentümer) und die Vertreter der Christian-Albrechts-Universität (Professoren).

### Arbeitsweise und Schwerpunkte

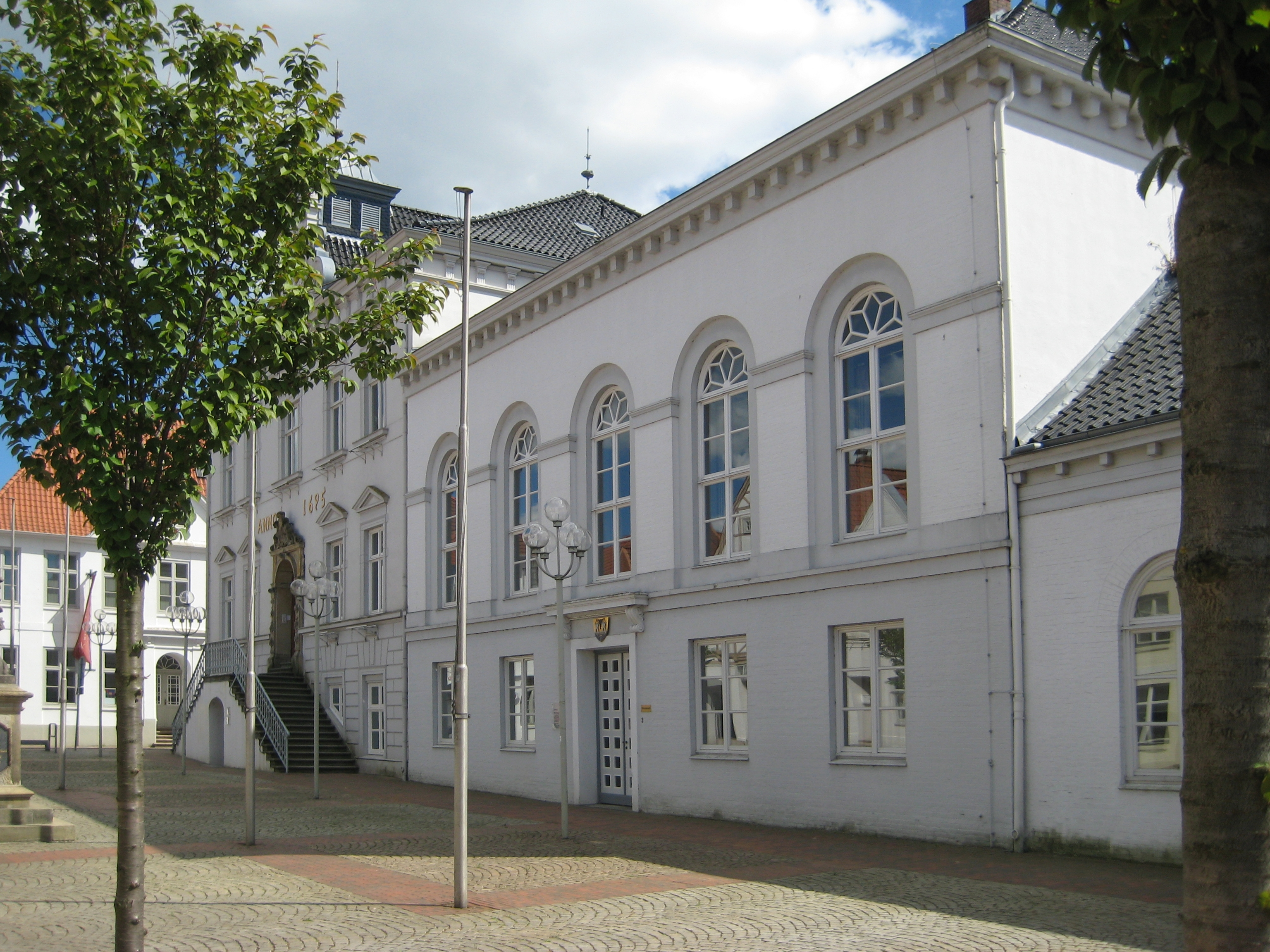
Ständesaal zu Itzehoe; als Anbau am alten Itzehoer Rathaus (links)

Insgesamt fanden ca. 60 Sitzungen (Tagung alle zwei Jahre im Ständesaal zu Itzehoe) statt und in der Zeit ihrer Existenz bearbeitete die Holsteinische Ständeversammlung ca. 400 Petitionen von Bürgern. Hinzu kamen die Vorlagen, die der Ständeversammlung vom dänischen König als Herzog von Holstein zugewiesen wurden sowie die auf eigenen Antrieb erstellten Gutachten.
Die Ständeversammlung tagte in Sitzungen des Plenums und der Ausschüsse. Die Versammlungen waren nicht öffentlich, hatten vor allem beratende Funktion und ihnen fehlte mit dem Haushaltsrecht das zentrale Steuerungsinstrument eines heutigen Parlamentes.
Themen der Sitzungen waren u. a. die Frage der Staatsverschuldung, die Vereinheitlichung der Zölle, das Armenrecht, die Stärke der Streitkräfte und die Schaffung einer allgemeinen Wehrpflicht.
Einen Schwerpunkt der Beratungen der Ständeversammlung machte die Verfassungsfrage aus. Hier kam es zu Diskussionen um eine Schleswig-Holsteinische Verfassung, in der die Unteilbarkeit der Herzogtümer zum Ausdruck kommen sollte, die auf der Grundlage des Vertrags von Ripen 1460 aus Sicht der Schleswig-Holsteiner garantierten untrennbaren Verbindung der beiden Herzogtümer beruhte.
Von besonderer Bedeutung war in dieser Debatte der Abgeordnete Niels Nikolaus Falck, der zusätzlich auch Abgeordneter der Schleswigschen Ständeversammlung war.
Die frei gewählte Landesversammlung, die dann mit der Verabschiedung des Schleswig-Holsteinischen Staatsgrundgesetzes die Verfassungsfrage vorläufig löste und deutsche Verfassungsgeschichte schrieb, konstituierte sich jedoch erst nach der Schleswig-Holsteinischen Erhebung am 15. August 1848.

### Kompetenzen
Die Ständeversammlung sollte bei Gesetzgebungsverfahren beraten. Insbesondere bei Eingriffen in Personen- und Eigentumsrechte sollten sie gehört werden. Ihre praktischen Einflussmöglichkeiten waren jedoch gering. Die absolutistischen Rechte des dänischen Königs („Königsgesetz“, dänisch Kongelov) als Herzog von Holstein wurden nicht beschnitten.

## Mitglieder

### Präsidenten

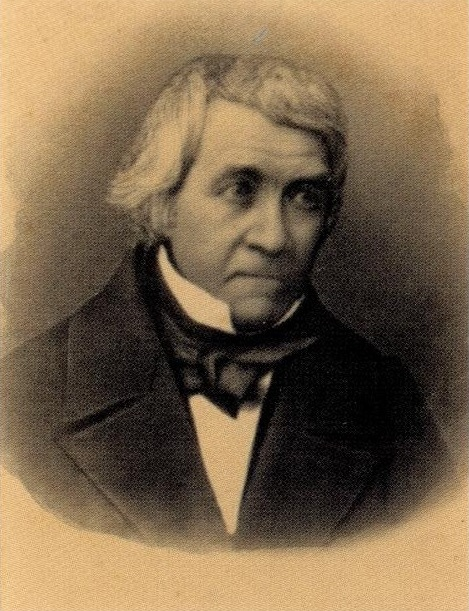
Ludwig Balemann

- Advokat Georg Ludwig Friedrich Balemann, Ständedeputierter der Stadt Kiel, Präsident der Ständeversammlung 1835, 1838, 1840
- Etatsrat und Oberappellationsgerichtsrat Friedrich Theodor Wiese, Ständedeputierter der Stadt Preetz, Neumünster, Präsident der Ständeversammlung 1842, 1844
- Kammerherr Carl Freiherr von Scheel-Plessen, Ständedeputierter der Holsteinischen Prälaten und Ritterschaft, Präsident der Ständeversammlung 1861
- Georg Christian Burchardi, Ständedeputierter der Stadt Kiel, Präsident der Ständeversammlung 1853

### Abgeordnete
- Großkäthner H. Ahlmann, Ständedeputierter der kleineren Landbesitzer
- Johann Ahsbahs, Ständedeputierter der kleineren Landbesitzer
- Alexander Arnemann, Ständedeputierter der adeligen/größeren Güter
- Hufner J. Arp, Ständedeputierter der kleineren Landbesitzer
- Hufner Arpe, Ständedeputierter der kleineren Landbesitzer
- Gerichtshalter Franz Michael d’Aubert, von 1835 bis 1840 Ständedeputierter der Stadt Neustadt in Holstein, von 1859 bis 1863 Ständedeputierter der Stadt Plön, Lütjenburg, Oldenburg
- Propst und Hauptpastor Adolf Friedrich Balemann, Ständedeputierter der Geistlichkeit
- Advokat Ludolf Conrad Hannibal Bargum, u. a. Ständedeputierter der Stadt Kiel, Mitglied der deutsch-gesinnten Schleswig-Holsteinischen Bewegung
- Hofjägermeister W.H. Graf von Baudissin, Ständedeputierter der adeligen/größeren Güter
- Kammerherr J.F.C. Graf von Baudissin-Borstel, Ständedeputierter der adeligen/größeren Güter
- Wilhelm Behn, Ständedeputierter der Christian-Albrechts-Universität
- Geheimer Conferenzsrat Freiherr von Blome, Ständedeputierter der adeligen/größeren Güter
- Parcelist Conrad Johann Bokelmann, Ständedeputierter der adeligen/größeren Güter
- Geheimer Konferenzrat Cay Lorenz Freiherr von Brockdorff, Ständedeputierter der Holsteinischen Prälaten und Ritterschaft
- Graf Konrad von Brockdorff-Ahlefeldt, Ständedeputierter der adeligen/größeren Güter
- Graf von Brockdorff-Kletkamp, Ständedeputierter der adeligen/größeren Güter
- Pastor Johann Bröker, Ständedeputierter der Geistlichkeit
- Eingesessener I.E. Bruhn, Ständedeputierter der kleineren Landbesitzer
- Kammerherr, Hofjägermeister Magnus von Buchwaldt, Deputierter für den Inhaber der erblichen Virilstimme
- von Buchwaldt-Neudorf, Ständedeputierter der Holsteinischen Prälaten und Ritterschaft
- Kammerherr, Landrat C. von Buchwaldt, Ständedeputierter der adeligen/größeren Güter
- Kammerherr von Buchwaldt-Helmsdorf, Ständedeputierter der Holsteinischen Prälaten und Ritterschaft
- Kammerherr C. von Buchwaldt, Ständedeputierter der adeligen/größeren Güter
- Geheimer Conferenzrat und Landrat Freiherr D.H. von Bülow, Ständedeputierter der Holsteinischen Prälaten und Ritterschaft
- Freiherr Friedrich Gustav von Bülow auf Bothkamp, Ständedeputierter der adeligen/größeren Güter
- Georg Christian Burchardi, Ständedeputierter der Christian-Albrechts-Universität, Mitglied der deutsch-gesinnten Schleswig-Holsteinischen Bewegung
- Eingesessener Burmeister, Ständedeputierter der kleineren Landbesitzer
- Hufner Busch, Ständedeputierter der kleineren Landbesitzer
- Kirchenpropst, Pastor Johann Friedrich Callisen, Ständedeputierter der Geistlichkeit, Mitglied der deutsch-gesinnten Schleswig-Holsteinischen Bewegung
- Senator Johann Witt Carstens, Ständedeputierter der Stadt Kiel
- Hufner Carstens, Ständedeputierter der kleineren Landbesitzer
- Johannes Christiansen, Ständedeputierter der Christian-Albrechts-Universität, Mitglied der deutsch-gesinnten Schleswig-Holsteinischen Bewegung
- Advokat Hans Reimer Claussen, Ständedeputierter der Stadt Neustadt in Holstein, Mitglied der deutsch-gesinnten Schleswig-Holsteinischen Bewegung
- Hofjägermeister von Cronstern, Ständedeputierter der adeligen/größeren Güter
- Fleckensbevollmächtigter C.H. Dieck, Ständedeputierter der Stadt Elmshorn
- Hofbesitzer D.C. Died[e]richsen, Ständedeputierter der kleineren Landbesitzer
- Etatsrath Donner, Ständedeputierter der Stadt Altona
- Hufner C.Ch. Doose, Ständedeputierter der kleineren Landbesitzer
- Kirchspielvoigt Jakob Dührssen, Ständedeputierter der kleineren Landbesitzer
- Deputierter Bürger J.G.E. Eilers, Ständedeputierter der Stadt Kiel
- Hofbesitzer F.L.C. Elfeld, Ständedeputierter der kleineren Landbesitzer
- Kirchspielvoigt J. Engelbrecht, Ständedeputierter der kleineren Landbesitzer
- Etatsrath Niels Nikolaus Falck, Ständedeputierter der Christian-Albrechts-Universität, der deutsch-gesinnten Schleswig-Holsteinischen Bewegung nahestehend
- Hofbesitzer Frauen, Ständedeputierter der kleineren Landbesitzer
- Justizrat, Rathsverwandter W. Gähler, Ständedeputierter der Stadt Altona
- Hofbesitzer H.N. Gloy, Ständedeputierter der kleineren Landbesitzer
- Etatsrath und Stadtsyndikus von Gusmann, Ständedeputierter der Stadt Altona
- Ferdinand Graf von Hahn-Neuhaus, Ständedeputierter der Holsteinischen Prälaten und Ritterschaft
- Friedrich Wilhelm von Halem, Ständedeputierter der kleineren Landbesitzer
- Pastor Hansen, Ständedeputierter der Geistlichkeit
- Karl Friedrich Hasselmann, Ständedeputierter der Geistlichkeit
- Hufner P. Hatje, Ständedeputierter der kleineren Landbesitzer
- Pastor Adolf Friedrich Hensler, Ständedeputierter der Geistlichkeit
- Carl Landgraf zu Hessen, Inhaber der erblichen Virilstimme
- Hofbesitzer Peter Friedrich Hinrichs, Hollingstedt/Norderdithmarschen, 1853 Ständedeputierter der kleineren Landbesitzer
- Wilhelm Hirschfeld, Ständedeputierter der adeligen/größeren Güter, Mitglied der deutsch-gesinnten Schleswig-Holsteinischen Bewegung
- Kammerherr, Hofjägermeister Heinrich Christoph Graf von Holstein, Ständedeputierter der Holsteinischen Prälaten und Ritterschaft
- Hofjägermeister Julius von Hollen, Ständedeputierter der adeligen/größeren Güter
- Graf Conrad von Holstein, Ständedeputierter der adeligen/größeren Güter
- Landesgevollmächtigter Holm, Ständedeputierter der kleineren Landbesitzer
- C. Jargstorf, Ständedeputierter der kleineren Landbesitzer
- Landegevollmächtigter J. Johannsen, Ständedeputierter der kleineren Landbesitzer
- Senator Junglöw, Ständedeputierter der Stadt Rendsburg
- Advokat Johann Nikolaus Anton Kirchhoff, Ständedeputierter der Stadt Wilster, Crempe, Elmshorn und Uetersen
- Justizrat, Klostersyndikus Carl Friedrich Hermann Klenze, Ständedeputierter der Stadt Uetersen, Mitglied der deutsch-gesinnten Schleswig-Holsteinischen Bewegung
- Hofbesitzer Kleinworth, Ständedeputierter der Stadt Wandsbeck
- Kaufmann G.N. Knauer, Ständedeputierter der Stadt Altona
- Ober- und Landgerichtsadvokat Ernst Johannes Knoop, Ständedeputierter der Stadt Rendsburg
- Kaufmann J.W.F. Köhler, Ständedeputierter der Stadt Altona
- Körner, Ständedeputierter der Stadt Meldorf
- Stammparcelist I.P. Lang, Ständedeputierter der kleineren Landbesitzer
- Advokat Theodor Lehmann, Ständedeputierter der Stadt Kiel, Mitglied der deutsch-gesinnten Schleswig-Holsteinischen Bewegung
- Johann Cornelius Peter von Lengercke, Ständedeputierter für den Flecken Pinneberg, Wandsbeck und Wedel
- Kammerherr von Levetzow, Deputierter für den Inhaber der erblichen Virilstimme
- Landmesser P.H. Lichtwerk, Ständedeputierter der Stadt Pinneberg
- Kaufmann Eduard Lorentzen, Ständedeputierter der Stadt Altona
- Kaufmann Lorenzen, Ständedeputierter der Stadt Heiligenhafen, Neustadt in Holstein
- Justizrath, Rathsverwandter Friedrich August Lorentzen, Ständedeputierter der kleineren Landbesitzer, sp. Ständedeputierter der Stadt Oldesloe
- Advokat Georg Löck, Ständedeputierter der Stadt Itzehoe
- Lübbe, Ständedeputierter der kleineren Landbesitzer
- Senator Lübbe, Ständedeputierter der Stadt Wilster
- Hofbesitzer Lüders, Ständedeputierter der kleineren Landbesitzer
- Hofbesitzer, Amtsvorsteher C.H.R. Mannshardt, Ständedeputierter der kleineren Landbesitzer
- Pastor Johann August Mau, Ständedeputierter der Geistlichkeit
- Hofjägermeister Aimé von Mesmer-Saldern, Ständedeputierter der adeligen/größeren Güter
- Hofbesitzer M. Meyn, Ständedeputierter der kleineren Landbesitzer
- Ludwig Meyn, Ständedeputierter der kleineren Landbesitzer, der deutsch-gesinnten Schleswig-Holsteinischen Bewegung nahestehend
- Hofbesitzer C. Möller, Ständedeputierter der kleineren Landbesitzer
- P. Möller, Ständedeputierter der kleineren Landbesitzer
- Kammerjunker Lucius Carl von Neergaard, Ständedeputierter der adeligen/größeren Güter, Vizepräsident der Ständeversammlung 1842, Mitglied der deutsch-gesinnten Schleswig-Holsteinischen Bewegung
- Theodor Olshausen, ab 1847 Ständedeputierter der Stadt Kiel, Mitglied der deutsch-gesinnten Schleswig-Holsteinischen Bewegung, später Minister für Polizei- und Armenwesen der provisorischen Regierung Schleswig-Holsteins
- Eingesessener Hermann Ottens, Ständedeputierter der kleineren Landbesitzer
- Kaufmann, Agent, Rathsverwandter J. Paap, Ständedeputierter der Stadt Rendsburg
- Landesgevollmächtigter Paulsen, Ständedeputierter der kleineren Landbesitzer
- Landesgevollmächtigter Peters, Ständedeputierter der Stadt Heide
- Pfannenschmidt, Ständedeputierter der Stadt Oldesloe, Segeberg
- Landesgevollmächtigter Nikolaus Moritz Pflueg, Ständedeputierter der kleineren Landbesitzer (später Mitglied des Preußischen Abgeordnetenhauses)
- Advokat Ludwig Peter Wilhelm von Prangen, Ständedeputierter der Stadt Glückstadt, Vizepräsident der Ständeversammlung 1842
- Etatsrat Alexander Friedrich Wilhelm Preusser, Ständedeputierter der Stadt Kiel, Mitglied der deutsch-gesinnten Schleswig-Holsteinischen Bewegung
- Ziegeleibesitzer I.C. Radbruch, Ständedeputierter der kleineren Landbesitzer
- Kammerherr Graf O.C. von Rantzau, Ständedeputierter der Holsteinischen Prälaten und Ritterschaft
- Christian Graf von Rantzau, Ständedeputierter der Holsteinischen Prälaten und Ritterschaft
- Klosterpropst Otto von Rantzau, Ständedeputierter der adeligen/größeren Güter
- Geheimer Conferenzrat Graf Carl Emil zu Rantzau, Ständedeputierter der adeligen/größeren Güter
- Etatsrat Henning Ratjen, Ständedeputierter der Christian-Albrechts-Universität
- Johann Christian Ravit, Vertreter der Universität Kiel
- Pastor Reepen, Ständedeputierter der Geistlichkeit
- Kaufmann Theodor Reincke, Ständedeputierter der Stadt Altona, Vizepräsident der Ständeversammlung 1861
- Agent D. Renck, Ständedeputierter der Stadt Neumünster
- Kammerherr Ernst Christian von Reventlow, Ständedeputierter der adeligen/größeren Güter
- Kammerherr, Klosterpropst, Hofjägermeister Theodor Graf von Reventlow-Jersbeck, Ständedeputierter der Holsteinischen Prälaten und Ritterschaft
- Adolph Graf von Reventlow, Ständedeputierter der Holsteinischen Prälaten und Ritterschaft
- Kammerherr, Klosterpropst, Landrath Friedrich Graf von Reventlou, Ständedeputierter der Holsteinischen Prälaten und Ritterschaft, später Minister des Inneren und des Äußeren der provisorischen Regierung Schleswig-Holsteins
- Hofjägermeister, Kammerherr Joseph Carl Graf von Reventlow-Criminil, Ständedeputierter der adeligen/größeren Güter
- Amtsvorsteher Rickers, Ständedeputierter der kleineren Landbesitzer
- Advokat Rissen, Ständedeputierter der Stadt Heiligenhafen, Neustadt in Holstein
- Hufner Rohwer, Ständedeputierter der kleineren Landbesitzer
- Hofbesitzer J. Rohwer, Ständedeputierter der kleineren Landbesitzer
- Kaufmann Roscher, Ständedeputierter der Stadt Altona
- Hofbesitzer Roß, Ständedeputierter der kleineren Landbesitzer
- Hufner Rossen, Ständedeputierter der kleineren Landbesitzer
- Justizrath Heinrich Rötger, Ständedeputierter der Stadt Itzehoe
- Hofbesitzer F. Schade, Ständedeputierter der kleineren Landbesitzer
- Hofbesitzer Jakob Scharmer, Ständedeputierter der kleineren Landbesitzer
- Kammerherr Graf von Scheel-Plessen, Ständedeputierter der Holsteinischen Prälaten und Ritterschaft
- von Schilden, Ständedeputierter der kleineren Landbesitzer
- Geheimer Conferenzrat Graf von Schimmelmann, Ständedeputierter der Holsteinischen Prälaten und Ritterschaft
- Bauernvoigt J.H. Schoer, Ständedeputierter der kleineren Landbesitzer
- Pastor Ludwig Christian Schrader, Ständedeputierter der Geistlichkeit
- G.W. Schröder, Ständedeputierter der adeligen/größeren Güter
- Hofbesitzer Schröder, Ständedeputierter der kleineren Landbesitzer
- Hofbesitzer Schütt, Ständedeputierter der kleineren Landbesitzer
- Kaufmann Johann Schweffel, Ständedeputierter der Stadt Kiel
- Landsasse Schwerdtfeger, Ständedeputierter der adeligen/größeren Güter
- Schwerdtfeger-Warendorf, Ständedeputierter der adeligen/größeren Güter
- Kaufmann Johann Carl Semper, Ständedeputierter der Stadt Altona
- Hufner H. Sieck, Ständedeputierter der kleineren Landbesitzer
- Pastor Simonsen, Ständedeputierter der Geistlichkeit
- Hofbesitzer J.H. Speetzen, Ständedeputierter der kleineren Landbesitzer
- S. Tamm, Ständedeputierter der adeligen/größeren Güter
- Papierfabrikant Tegtmeier, Ständedeputierter der kleineren Landbesitzer
- Advokat Thomsen, Ständedeputierter der Stadt Oldesloe
- Advokat J. G. H. Tiedemann, Ständedeputierter der Stadt Glückstadt
- Haupt- und Klosterprediger Ernst Friedrich Versmann, Ständedeputierter der Geistlichkeit, Mitglied der deutsch-gesinnten Schleswig-Holsteinischen Bewegung
- Landesgevollmächtigter Voß, Ständedeputierter der kleineren Landbesitzer
- Georg Waitz, Mitglied der deutsch-gesinnten Schleswig-Holsteinischen Bewegung
- Bauernvoigt G.H.U. Werner, Ständedeputierter der kleineren Landbesitzer
- Senator Westphal, Ständedeputierter der Stadt Segeberg, Oldesloe
- Wall, Ständedeputierter der Stadt Altona
- Halbhufner C. Wiese, Ständedeputierter der kleineren Landbesitzer
- Erbpächter Winckler, Ständedeputierter der kleineren Landbesitzer
- Landesge- und Kirchspielbevollmächtigter P. Witt, Ständedeputierter der kleineren Landbesitzer
- Wittrock, Ständedeputierter der kleineren Landbesitzer
- Kirchspielvoigt Claus Wohlt, Ständedeputierter der kleineren Landbesitzer
- Gerichtshalter L. Wynecken, Ständedeputierter der Stadt Lütjenburg

## Protokolle
- Zeitung für die Verhandelungen der Holsteinischen Ständeversammlung. Itzehoe[1]
  - 1. Versammlung 1835/36: Zeitung, enthaltend das Wesentliche aus den Verhandlungen der Provinzialstände des Herzogthums Holstein. (Digitalisat)
  - 2. Versammlung 1838/39, Nr. 1 (29.09.1838) – Nr. 61 (12.01.1839) (Digitalisat); Nr. 62 (15.01.1839) – Nr. 127 (30.03.1839) (Digitalisat)
  - 3. Versammlung 1840 (Digitalisat, Digitalisat Beilagen)
  - 4. Versammlung 1842 (Digitalisat, Beilagen)
  - 5. Versammlung 1844 (Digitalisat, Beilagen)
  - 8. Versammlung 1855/56 (Digitalisat)
  - 9. Versammlung 1857 (Digitalisat)
  - 10. Versammlung 1859 (Digitalisat)
  - 11. Versammlung 1861 (Digitalisat)
  - 12. Versammlung 1863: Nr. 1 (26.01.1863) – Nr. 59 (06.04.1863) + 2 umfangreiche Beilagenhefte (Digitalisat)